# Shanklin
Shanklin est une station balnéaire populaire de l'île de Wight, au sud des côtes anglaises.

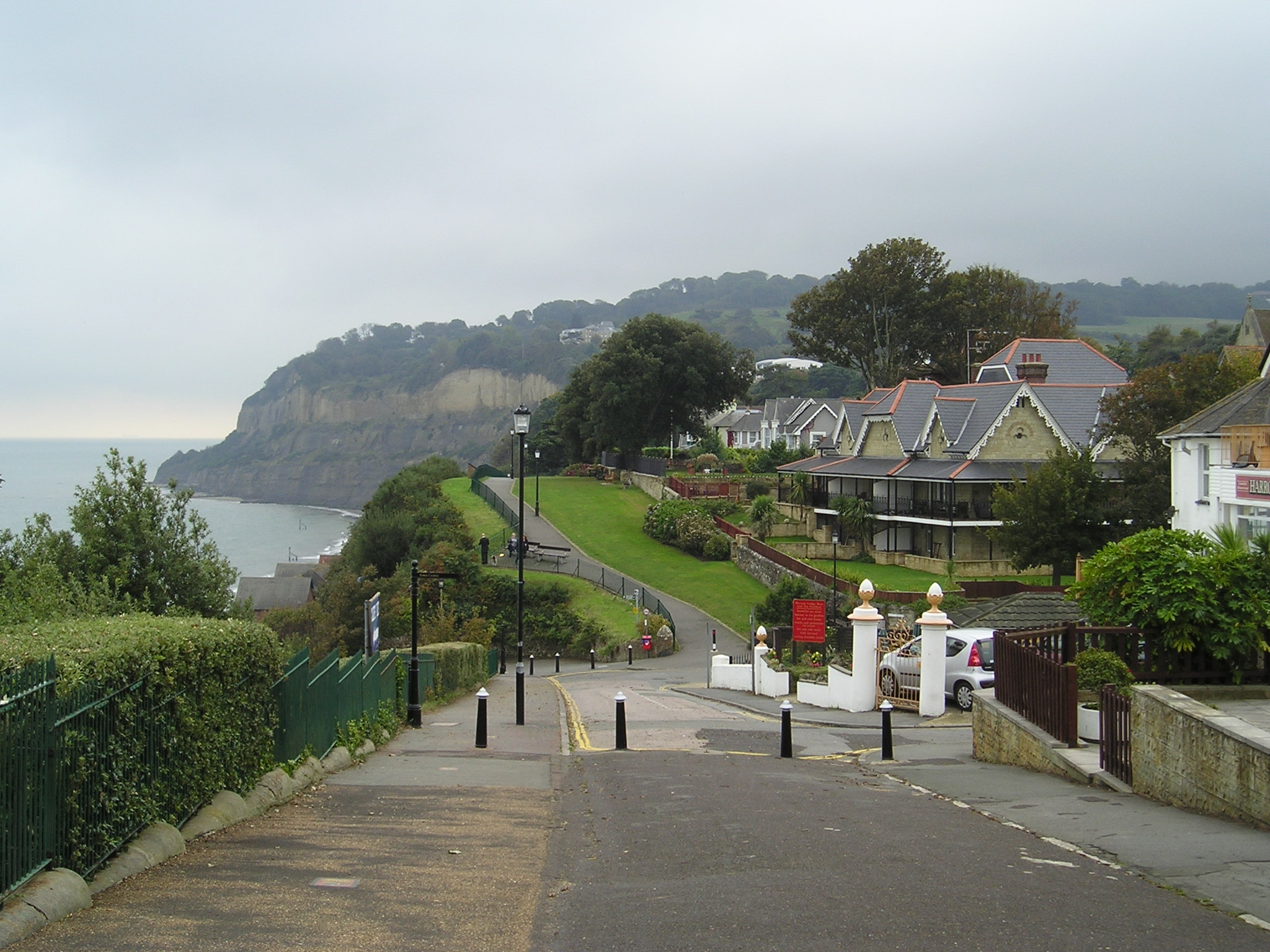
Shanklin, 2007

Le centre de la localité consiste en deux rues principales qui constitue la principale zone commerciale du sud de l'île : Regent street et High street.
La gare de Shanklin est un terminus de l'unique ligne ferroviaire commerciale de l'île, la "Island Line".
Les principales attractions touristiques sont le vieux village et le « chine » (gorge creusée dans les falaises crayeuses par une rivière côtière), la promenade en front de mer accueille principalement des hôtels et des restaurants, ainsi que les deux plages :  
- Small hope beach qui rejoint la plage de Sandown au nord et où il est possible d'y louer de petites cabanes de plage,
- Hope beach qui s'étend dans la direction opposé, surplombée par l'esplanade à partir de laquelle un ascenseur relie le sommet de la falaise à la plage.

## Dans la littérature
Dans la version du conte Les Trois Petits Cochons de Joseph Jacobs (1890) les trois cochons et le loup habitent près de Shanklin.